# Mosquée Abdeen
La mosquée d'Abdeen (en arabe : مسجد عابدين) est la principale mosquée située dans le quartier de Wadi Al-Joz (en) à Jérusalem-Est, à environ 500 mètres de la mosquée Al-Aqsa et des remparts de la vieille ville. Elle a été construite en 1939 par les frères Abdel Muhsin et Omar Abdeen.